# Emanuel Bowen
Emanuel Bowen (oko 1720. − 1767.), engleski zemljopisac, kartograf, graver i izdavač koji je djelovao u Londonu sredinom 18. stoljeća.
Većinu kartografskih radova izradio je u suradnji sa sinom Thomasom odnosno T. Kitchinom i T. Jefferysom koji su u mladosti bili njegovi šegrti. Zbog izuzetne kvalitete njegovih zemljovida i atlasa služio je kao kraljevski zemljopisac britanskom Đuri II. i francuskom Luju XV. Najvažniji njegov rad svakako jest „Veliki engleski atlas” (engl. The Large English Atlas) sa 68 zemljovida, objavljen 1767. godine u suradnji s Kitchinom.

## Opus
- A new and accurate map of the North Pole (1746.)
- A complete atlas of geography (1747.)
- A new and accurate map of Africa (1747.)
- A new and accurate map of New Jersey, Pensilvania, New York and New England (1747.)
- A new and accurate map of Virginia & Maryland (1747.)
- A new general map of America (1747.)
- A new map of Georgia, with part of Carolina, Florida, and Louisiana (1747.)
- An accurate map of the island of Barbadoes (1747.)
- An accurate map of the West Indies (1747.)
- Principal towns and harbours belonging to the English, French, and Spaniards, in America and West Indies (1747.)
- A complete atlas, or distinct view of the known world exhibited (1752.)
- Britannia depicta (1759.)
- The large English atlas (s T. Kitchinom, 1767.)

## Poveznice
- Povijest kartografije

## Vanjske poveznice
- (engl.) The Christina Gallery: Emanuel Bowen  Arhivirana inačica izvorne stranice od 20. svibnja 2012. (Wayback Machine)

Ostali projekti
|  | Zajednički poslužitelj ima još gradiva o temi Emanuel Bowen |